# Безручко, Марк Данилович
Марк Дании́лович (Дани́лович) Безру́чко (31 октября (12 ноября) 1883, Токмак — 10 февраля 1944, Варшава) — украинский военный деятель, генерал-хорунжий армии УНР, военный министр УНР с 23 мая по 5 августа 1921 года в изгнании

## Биография
Из крестьян Таврической губернии. Православного вероисповедания.
Родился в местечке Большой Токмак Бердянского уезда Таврической губернии. Среднее образование получил в учительской семинарии города Прилуки.

### Служба в Русской императорской армии
В военную службу вступил в сентябре 1905 года вольноопределяющимся 2-го разряда. На службе (нижним чином) — с 31.09.1905.
В 1908 году окончил Одесское пехотное юнкерской училище по 1-му разряду; 15.06.1908 произведен из портупей-юнкеров в подпоручики (со старшинством в чине с 14.06.1907) и выпущен в 106-й пехотный Уфимский полк (г. Вильна).
25.10.1911, за выслугу лет, произведен в поручики (старшинство — с 14.06.1911).
В 1912—1914 годах, в Санкт-Петербурге, обучался в Николаевской военной академии Генерального штаба (окончил 2 класса). Был не женат.
Участник Первой мировой войны 1914—1918 г.г. По объявлении мобилизации отправлен в свою часть (в 106-й пехотный Уфимский полк 27-й пехотной дивизии) и назначен командующим 1-й ротой полка. В ходе Восточно-Прусской операции был ранен в боях  и удостоен двух боевых орденов.
В начале 1915 года был причислен к Генеральному штабу, оставаясь в списках своего полка.
С 20.01.1915 — обер-офицер для поручений при штабе 3-го армейского корпуса. 02.04.1915 представлен к награждению Георгиевским оружием. Был произведен в штабс-капитаны (старшинство — с 14.06.1915).
В июле 1916 года переведен в состав офицеров Генерального штаба и 14.07.1916 назначен старшим адъютантом штаба 42-го армейского корпуса. С 15.08.1916 — капитан Генштаба (старшинство — с 14.06.1916; 16.03.1917 старшинство установлено с 14.06.1915).
С 18.01.1917 — старший адъютант штаба 30-го армейского корпуса, с 16.10.1917 — исполняющий должность штаб-офицера для поручений при штабе 30-го армейского корпуса.

### Служба в украинской армии
С 8 мая 1918 года Марк Безручко в чине сотника (с 26.08.1918 — в чине войскового старшины со старшинством с 20.01.1918) — помощник начальника оперативного отдела Главного управления Генерального штаба армии Украинской державы, а с 15 декабря 1918 года — начальник оперативного отдела Главного управления Генерального штаба армии восстановленной Украинской народной республики.
С 12.03.1919 — начальник штаба Отдельной Запорожской дивизии действующей армии УНР.
С 26.04.1919 — начальник штаба корпуса Сечевых стрельцов (командир корпуса — Евгений Коновалец).
07.12.1919 — в составе остатков армии УНР, потерпевшей поражение в ходе наступления Красной армии РСФСР (с востока) и Войска Польского (с запада), был интернирован польскими властями.
В январе 1920 года формировал в Брест-Литовской крепости из остатков интернированных частей украинской армии и мобилизованных на территории, подконтрольной полякам, украинцев, боеспособные части и соединения «армии УНР» в составе Войска Польского.
С 08.02.1920 — командующий вновь сформированной 1-й (с 21.03.1920, в связи с переименованием дивизии, — 6-й Сечевой) пехотной дивизии армии УНР.
После подписания Варшавского договора 1920 года, во время советско-польской войны, украинские дивизии Марка Безручко и Александра Удовыдченко, совместно с польской армией, начали наступление на Киев. 7 мая 1920 года 6-я пехотная дивизия Безручко вместе с польскими войсками вошла в Киев.
Отошедшая с боями из-под Киева, затем из-под Ровно, 6-я украинская пехотная дивизия под командованием полковника Безручко в августе 1920 года участвовала в обороне Замостья (как старший по званию, оборону Замостья возглавил Безручко) и в последующих боях с 1-й Конной армией РККА, известных как битва при Комарове.
С августа 1920 года Безручко командовал Средней группой войск армии УНР, которая, проведя в октябре 1920 года контрнаступление против частей Красной армии РСФСР, заняла Подолье до линии Шаргород—Бар—Литын.
5 октября 1920 года Марк Безручко произведён в генерал-хорунжие армии УНР.
В ноябре 1920 года, после прекращения боевых действий и отвода украинских войск за реку Збруч, был повторно интернирован поляками. Возглавлял военную миссию и интернированный штаб армии УНР в Варшаве.

### В эмиграции
С 23 мая по 5 августа 1921 года руководил Военным министерством правительства Украинской народной республики в изгнании, член Высшего Военного Совета УНР. С 1927 года был членом засекреченного украинского Генерального штаба министра военных дел УНР в изгнании генерала Владимира Сальского.
Работал в Варшаве в польском военном картографическом институте.
В 1931—1935 годах — председатель Украинского военно-исторического общества в Варшаве.
Автор книги «Украинские сичовые стрельцы на службе Отечеству». Был редактором и издателем военно-исторического мемуарного сборника «За Державу».
Погиб в Варшаве, в феврале 1944 года, при невыясненных обстоятельствах.
Похоронен на православном кладбище в Варшаве. Здесь же похоронены около сотни выдающихся военных и государственных деятелей УНР.

## Награды
- Медаль «В память 300-летия царствования дома Романовых» (1913)
- Орден Святой Анны 4-й степени с надписью «За храбрость» (ВП от 05.10.1914)
- Орден Святой Анны 3-й степени с мечами и бантом (утв. ВП от 14.08.1915)
- Георгиевское оружие (02.04.1915 был представлен к награждению)[6]
- Орден Святого Владимира 4-й степени с мечами и бантом (ВП от 30.05.1915)
- Орден Святого Станислава 2-й степени (ВП от 22.09.1915)
- Орден Святого Станислава 3-й степени с мечами и бантом (утв. ВП от 09.06.1916)
- Мечи к ордену Святого Станислава 2-й степени (ВП от 14.02.1917)

Знаки отличия УНР:
- Крест Симона Петлюры (в конце 1930-х годов)

## Память
- В честь Марка Безручко в 2016 году переименованы улица, переулок и проезд в городе Винница[7].
- В 2016 году в честь Марка Безручко были переименованы улица в Киеве, проспект в Ровно.
- 23 июня 2018 года во Вроцлаве в районе Стабловице названо кольцо (круговой перекрёсток) именем Марка Безручко.